# Henry Leslie Andrewes
Henry Leslie Andrewes (ur. 11 lutego 1811 w Pilton, zm. 20 października 1878 w Brooklynie) – brytyjski (angielski) entomolog.
Był bratankiem entomologa Herberta Edwarda Andrewesa. Zajmował się głównie motylami i błonkówkami z grupy żądłówek. W zbiorze posiadał także chrząszcze. Badania terenowe prowadził w Wielkiej Brytanii i Indiach. Był członkiem Royal Entomological Society of London. Jego zbiory znajdują się Muzeum Historii Naturalnej w Londynie, na Wydziale Zoologii University of Hull oraz w Dorset County Museum w Dorchester.
Na jego cześć w 1894 roku Walther Horn nadał chrząszczowi z rodziny trzyszczowatych nazwę Collyris andrewesi.